# Serie A2 2015-2016 (calcio a 5)
Il campionato di Serie A2 2015-2016 è stata la 18ª edizione della categoria. La stagione regolare ha preso avvio sabato 3 ottobre 2015 e si è conclusa il 2 aprile 2016, prolungandosi fino al 14 maggio con la disputa delle partite di spareggio. Nonostante il numero di promozioni e retrocessioni della scorsa edizione fosse stato calibrato per riportare il numero di partecipanti da 26 a 28, solo 22 delle società aventi diritto hanno presentato domanda di iscrizione. Il ripescaggio del Cisternino (vincitore della Coppa Italia di Serie B) e del Matera hanno fissato l'organico a 24 squadre, distribuite in due gironi da 12. L'edizione corrente si discosta da quella precedente per il ritorno della formula dei play-off che assegnano un'unica promozione nella massima serie e dei play-out che prevedono due retrocessioni in Serie B. Confermato il meccanismo di promozione diretta per le vincitrici dei gironi e della retrocessione diretta per le ultime classificate.

## Partecipanti
Sono quindici le regioni rappresentate nella corrente edizione; Puglia e Veneto possono contare su quattro società mentre Basilicata, Lazio e Sicilia sono presenti con due club ciascuna. L'organico è affetto da alcune defezioni: il Rossano ha rilevato il titolo sportivo della Libertas Eraclea - che è stata assorbita dal Matera - iscrivendosi in Serie B, mentre il Sestu, retrocesso dalla Serie A, ha dismesso l'attività senior, l'Astense e il Lecco sono ripartite dalla Serie C1. L'Acireale ha cessato del tutto l'attività sportiva mentre la sezione maschile del Gruppo Fassina è confluita nella Luparense. Con la rinuncia del sodalizio trevigiano, la serie più lunga di partecipazioni consecutive alla categoria appartiene ora al PesaroFano (ininterrottamente in Serie A2 dalla stagione 2010-11) mentre l'Aosta è in assoluto il club con più partecipazioni (dodici edizioni). Delle dieci squadre provenienti dalla Serie B, la metà sono all'esordio assoluto nella categoria mentre per Bisceglie 1990, Imola, Matera, Prato e Thiene Zanè la corrente edizione rappresenta un ritorno. Particolarmente prolungata è stata l'assenza di lucani e toscani che mancavano entrambi dalla stagione 2006-07. Il neopromosso Carrè Futsal Chiuppano durante l'estate ha inaugurato una sinergia con la società di calcio dell'Altovicentino, assumendo la denominazione di "Carrè Chiuppano Altovicentino". Lieve lifting anche per l'Arzignano, divenuto "Real Futsal Arzignano".

## Giocatori
Nelle gare del campionato di Serie A2, comprese le gare dei play-off e play-out, è fatto obbligo alle società di impiegare almeno sei calciatori - di cui almeno uno nato successivamente al 31 dicembre 1993 - formati in Italia cioè tesserati per la FIGC prima del compimento del diciottesimo anno di età. Nelle stesse gare è inoltre fatto obbligo di impiegare almeno tre calciatori che siano cittadini italiani di cui almeno uno nato dal 1º gennaio 1994.

## Avvenimenti

### Sorteggio calendari
Il calendari dei due gironi sono stati resi noti venerdì 14 agosto sul sito web della Divisione Calcio a 5 e sulle edizioni del medesimo giorno di Corriere dello Sport e Tuttosport, media partner della Divisione Calcio a 5.

### Soste
- 12 dicembre (Qualificazioni alla Coppa del Mondo FIFA)
- 26 dicembre e 2 gennaio (Sosta invernale)
- 13 febbraio (Campionato Europeo UEFA)
- 12 marzo (Final eight di Coppa Italia)

### Penalizzazioni
In questa stagione l'Augusta sconta la penalizzazione di 3 punti (ridotti in seguito a 2) comminata dal Giudice Sportivo nella precedente stagione in seguito agli episodi verificatisi nella gara di ritorno della finale dei play-off contro la Carlisport Cogianco. Anche il Carrè Chiuppano sconta la penalizzazione di 1 punto per aver schierato, in un incontro del precedente campionato di Serie B, un giocatore squalificato.

## Girone A

### Classifica[17]
|                                           | Pos. | Squadra         | Pt | G  | V  | N | P  | GF  | GS  | DR  |
| ----------------------------------------- | ---- | --------------- | -- | -- | -- | - | -- | --- | --- | --- |
| Vincitrice della Coppa Italia di Serie A2 | 1.   | CAME Dosson     | 55 | 22 | 18 | 1 | 3  | 102 | 61  | +41 |
|                                           | 2.   | Imola           | 54 | 22 | 17 | 3 | 2  | 97  | 54  | +43 |
|                                           | 3.   | Milano          | 44 | 22 | 14 | 2 | 6  | 102 | 77  | +25 |
|                                           | 4.   | Prato           | 37 | 22 | 12 | 1 | 9  | 68  | 63  | +5  |
|                                           | 5.   | PesaroFano      | 33 | 22 | 10 | 3 | 9  | 83  | 70  | +13 |
|                                           | 6.   | Arzignano       | 30 | 22 | 9  | 3 | 10 | 95  | 81  | +14 |
|                                           | 7.   | Cagliari        | 24 | 22 | 7  | 3 | 12 | 70  | 89  | -19 |
|                                           | 8.   | Nursia          | 24 | 22 | 6  | 6 | 10 | 80  | 79  | +1  |
|                                           | 9.   | Thiene Zanè     | 23 | 22 | 6  | 5 | 11 | 75  | 87  | -12 |
|                                           | 10.  | Carmagnola      | 20 | 22 | 5  | 5 | 12 | 50  | 74  | -24 |
|                                           | 11.  | Aosta           | 17 | 22 | 5  | 2 | 15 | 72  | 132 | -60 |
|                                           | 12.  | Carrè Chiuppano | 14 | 22 | 3  | 6 | 13 | 68  | 95  | -27 |

### Verdetti
- Dosson e, dopo i play-off, Imola promossi in Serie A 2016-17.
- Carrè Chiuppano e, dopo i play-out, CLD Carmagnola retrocessi in Serie B 2016-17.
- Nursia e Thiene Zanè non iscritti al campionato di Serie A2 2016-17.

### Statistiche
- Maggior numero di vittorie: Dosson (18)
- Minor numero di vittorie: CarrèChiuppano (3)
- Maggior numero di pareggi: CarrèChiuppano, Nursia (6)
- Minor numero di pareggi: Dosson, Prato (1)
- Maggior numero di sconfitte: Aosta (15)
- Minor numero di sconfitte: Imola (2)
- Miglior attacco: Dosson, Milano (102)
- Peggior attacco: Carmagnola (50)
- Miglior difesa: Imola (54)
- Peggior difesa: Aosta (132)
- Miglior differenza reti: Imola (+43)
- Peggior differenza reti: Aosta (-60)
- Miglior serie positiva: Imola (15)
- Maggior numero di vittorie consecutive: Imola (7)
- Maggior numero di sconfitte consecutive: Aosta (6)
- Partita con maggiore scarto di gol: Nursia-CarrèChiuppano 1-9 (8)
- Partita con più reti: Thiene-Aosta 11-4, Milano-Carmagnola 11-4 (15)
- Maggior numero di reti in una giornata: 15ª (60)
- Minor numero di reti in una giornata: 14ª (30)

### Classifica marcatori
| Gol |  |  | Giocatore           | Squadra         |
| --- |  |  | ------------------- | --------------- |
| 35  |  |  | Fabrizio Amoroso    | Arzignano       |
| 28  |  |  | Márcio Borges       | Imola           |
| 26  |  |  | Felipe Tonidandel   | PesaroFano      |
| 25  |  |  | Pedrinho            | Carrè Chiuppano |
| 23  |  |  | Erick Bellomo       | CAME Dosson     |
| 23  |  |  | José Revert         | Imola           |
| 21  |  |  | Daniel Peruzzi      | Milano          |
| 21  |  |  | Fernando Silveira   | Milano          |
| 20  |  |  | Guilherme Stringari | Nursia          |
| 18  |  |  | Rodrigo De Lima     | Aosta           |
| 18  |  |  | Toni Jelavić        | PesaroFano      |
| 18  |  |  | Lucas Vizonan       | Prato           |
| 17  |  |  | Nico Sgolastra      | Thiene Zanè     |
| 16  |  |  | Gabriel Carvalho    | Aosta           |
| 16  |  |  | Guga                | Nursia          |
| 16  |  |  | Alejandro López     | Imola           |
| 16  |  |  | Daniele Paolucci    | Nursia          |

### Calendario e risultati
| andata | andata | 1ª giornata           | ritorno (12ª) | ritorno (12ª) |
|        |        |                       |               |               |
| 3 ott. | 2-1    | Cagliari-Nursia       | 7-4           | 9 gen.        |
| 3 ott. | 6-7    | Carmagnola-Aosta      | 3-4           | 9 gen.        |
| 3 ott. | 7-4    | Dosson-Arzignano      | 4-8           | 9 gen.        |
| 3 ott. | 5-7    | Milano-PesaroFano     | 2-1           | 9 gen.        |
| 3 ott. | 1-5    | Prato-Imola           | 3-6           | 9 gen.        |
| 3 ott. | 2-2    | Thiene-CarrèChiuppano | 3-2           | 9 gen.        |

| andata  | andata | 2ª giornata               | ritorno (13ª) | ritorno (13ª) |
|         |        |                           |               |               |
| 10 ott. | 3-7    | Aosta-Dosson              | 4-6           | 16 gen.       |
| 10 ott. | 3-4    | Arzignano-Prato           | 2-3           | 16 gen.       |
| 10 ott. | 1-3    | CarrèChiuppano-Carmagnola | 2-4           | 16 gen.       |
| 10 ott. | 4-1    | Imola-Cagliari            | 5-3           | 16 gen.       |
| 10 ott. | 4-5    | Nursia-Milano             | 4-6           | 16 gen.       |
| 10 ott. | 6-1    | PesaroFano-Thiene         | -             | 16 gen.       |

| andata | andata | 1ª giornata           | ritorno (12ª) | ritorno (12ª) |
|        |        |                       |               |               |
| 3 ott. | 2-1    | Cagliari-Nursia       | 7-4           | 9 gen.        |
| 3 ott. | 6-7    | Carmagnola-Aosta      | 3-4           | 9 gen.        |
| 3 ott. | 7-4    | Dosson-Arzignano      | 4-8           | 9 gen.        |
| 3 ott. | 5-7    | Milano-PesaroFano     | 2-1           | 9 gen.        |
| 3 ott. | 1-5    | Prato-Imola           | 3-6           | 9 gen.        |
| 3 ott. | 2-2    | Thiene-CarrèChiuppano | 3-2           | 9 gen.        |

| andata  | andata | 2ª giornata               | ritorno (13ª) | ritorno (13ª) |
|         |        |                           |               |               |
| 10 ott. | 3-7    | Aosta-Dosson              | 4-6           | 16 gen.       |
| 10 ott. | 3-4    | Arzignano-Prato           | 2-3           | 16 gen.       |
| 10 ott. | 1-3    | CarrèChiuppano-Carmagnola | 2-4           | 16 gen.       |
| 10 ott. | 4-1    | Imola-Cagliari            | 5-3           | 16 gen.       |
| 10 ott. | 4-5    | Nursia-Milano             | 4-6           | 16 gen.       |
| 10 ott. | 6-1    | PesaroFano-Thiene         | -             | 16 gen.       |

| andata  | andata | 3ª giornata           | ritorno (14ª) | ritorno (14ª) |
|         |        |                       |               |               |
| 17 ott. | 0-2    | Carmagnola-Arzignano  | 0-0           | 23 gen.       |
| 17 ott. | 6-5    | Dosson-Imola          | 2-1           | 23 gen.       |
| 17 ott. | 7-4    | Milano-CarrèChiuppano | 5-5           | 23 gen.       |
| 17 ott. | 3-3    | Nursia-PesaroFano     | 1-7           | 23 gen.       |
| 17 ott. | 2-2    | Prato-Cagliari        | 1-4           | 23 gen.       |
| 17 ott. | 11-4   | Thiene-Aosta          | 2-2           | 23 gen.       |

| andata  | andata | 4ª giornata           | ritorno (15ª) | ritorno (15ª) |
|         |        |                       |               |               |
| 24 ott. | 1-1    | Aosta-PesaroFano      | 3-9           | 30 gen.       |
| 24 ott. | 4-5    | Arzignano-Milano      | 8-5           | 30 gen.       |
| 24 ott. | 3-3    | Cagliari-Carmagnola   | 2-6           | 30 gen.       |
| 24 ott. | 2-2    | CarrèChiuppano-Nursia | 9-1           | 30 gen.       |
| 24 ott. | 4-3    | Imola-Thiene          | 5-5           | 30 gen.       |
| 24 ott. | 1-2    | Prato-Dosson          | 3-4           | 30 gen.       |

| andata  | andata | 3ª giornata           | ritorno (14ª) | ritorno (14ª) |
|         |        |                       |               |               |
| 17 ott. | 0-2    | Carmagnola-Arzignano  | 0-0           | 23 gen.       |
| 17 ott. | 6-5    | Dosson-Imola          | 2-1           | 23 gen.       |
| 17 ott. | 7-4    | Milano-CarrèChiuppano | 5-5           | 23 gen.       |
| 17 ott. | 3-3    | Nursia-PesaroFano     | 1-7           | 23 gen.       |
| 17 ott. | 2-2    | Prato-Cagliari        | 1-4           | 23 gen.       |
| 17 ott. | 11-4   | Thiene-Aosta          | 2-2           | 23 gen.       |

| andata  | andata | 4ª giornata           | ritorno (15ª) | ritorno (15ª) |
|         |        |                       |               |               |
| 24 ott. | 1-1    | Aosta-PesaroFano      | 3-9           | 30 gen.       |
| 24 ott. | 4-5    | Arzignano-Milano      | 8-5           | 30 gen.       |
| 24 ott. | 3-3    | Cagliari-Carmagnola   | 2-6           | 30 gen.       |
| 24 ott. | 2-2    | CarrèChiuppano-Nursia | 9-1           | 30 gen.       |
| 24 ott. | 4-3    | Imola-Thiene          | 5-5           | 30 gen.       |
| 24 ott. | 1-2    | Prato-Dosson          | 3-4           | 30 gen.       |

| andata  | andata | 5ª giornata               | ritorno (16ª) | ritorno (16ª) |
|         |        |                           |               |               |
| 31 ott. | 1-2    | Carmagnola-Imola          | 0-3           | 6 feb.        |
| 31 ott. | 8-4    | Dosson-Cagliari           | 4-1           | 6 feb.        |
| 31 ott. | 9-3    | Milano-Aosta              | 4-5           | 6 feb.        |
| 31 ott. | 7-2    | Nursia-Prato              | 1-2           | 6 feb.        |
| 31 ott. | 4-1    | PesaorFano-CarrèChiuppano | 4-4           | 6 feb.        |
| 31 ott. | 6-3    | Thiene-Arzignano          | 4-10          | 6 feb.        |

| andata | andata | 6ª giornata              | ritorno (17ª) | ritorno (17ª) |
|        |        |                          |               |               |
| 7 nov. | 3-5    | Aosta-Nursia             | 0-8           | 20 feb.       |
| 7 nov. | 4-7    | Arzignano-CarrèChiuppano | 2-2           | 20 feb.       |
| 7 nov. | 2-3    | Cagliari-Milano          | 2-4           | 20 feb.       |
| 7 nov. | 4-0    | Dosson-Carmagnola        | 2-2           | 20 feb.       |
| 7 nov. | 3-2    | Imola-PesaroFano         | 5-3           | 20 feb.       |
| 7 nov. | 3-2    | Prato-Thiene             | 3-2           | 20 feb.       |

| andata  | andata | 5ª giornata               | ritorno (16ª) | ritorno (16ª) |
|         |        |                           |               |               |
| 31 ott. | 1-2    | Carmagnola-Imola          | 0-3           | 6 feb.        |
| 31 ott. | 8-4    | Dosson-Cagliari           | 4-1           | 6 feb.        |
| 31 ott. | 9-3    | Milano-Aosta              | 4-5           | 6 feb.        |
| 31 ott. | 7-2    | Nursia-Prato              | 1-2           | 6 feb.        |
| 31 ott. | 4-1    | PesaorFano-CarrèChiuppano | 4-4           | 6 feb.        |
| 31 ott. | 6-3    | Thiene-Arzignano          | 4-10          | 6 feb.        |

| andata | andata | 6ª giornata              | ritorno (17ª) | ritorno (17ª) |
|        |        |                          |               |               |
| 7 nov. | 3-5    | Aosta-Nursia             | 0-8           | 20 feb.       |
| 7 nov. | 4-7    | Arzignano-CarrèChiuppano | 2-2           | 20 feb.       |
| 7 nov. | 2-3    | Cagliari-Milano          | 2-4           | 20 feb.       |
| 7 nov. | 4-0    | Dosson-Carmagnola        | 2-2           | 20 feb.       |
| 7 nov. | 3-2    | Imola-PesaroFano         | 5-3           | 20 feb.       |
| 7 nov. | 3-2    | Prato-Thiene             | 3-2           | 20 feb.       |

| andata  | andata | 7ª giornata          | ritorno (18ª) | ritorno (18ª) |
|         |        |                      |               |               |
| 14 nov. | 2-1    | Carmagnola-Prato     | 1-3           | 27 feb.       |
| 14 nov. | 6-5    | CarrèChiuppano-Aosta | 3-6           | 27 feb.       |
| 14 nov. | 2-4    | Milano-Imola         | 2-2           | 27 feb.       |
| 14 nov. | 3-2    | Nursia-Dosson        | 3-6           | 27 feb.       |
| 14 nov. | 4-1    | PesaroFano-Arzignano | 2-7           | 27 feb.       |
| 14 nov. | 2-4    | Thiene-Cagliari      | 2-5           | 27 feb.       |

| andata  | andata | 8ª giornata             | ritorno (19ª) | ritorno (19ª) |
|         |        |                         |               |               |
| 21 nov. | 4-3    | Arzignano-Nursia        | 2-4           | 5 mar.        |
| 21 nov. | 2-2    | Cagliari-CarrèChiuppano | 4-2           | 5 mar.        |
| 21 nov. | 0-4    | Carmagnola-Thiene       | 2-3           | 5 mar.        |
| 21 nov. | 2-3    | Dosson-Milano           | 3-2           | 5 mar.        |
| 21 nov. | 2-1    | Prato-PesaroFano        | 1-5           | 5 mar.        |
| 21 nov. | 8-1    | Imola-Aosta             | 6-2           | 16 mar.       |

| andata  | andata | 7ª giornata          | ritorno (18ª) | ritorno (18ª) |
|         |        |                      |               |               |
| 14 nov. | 2-1    | Carmagnola-Prato     | 1-3           | 27 feb.       |
| 14 nov. | 6-5    | CarrèChiuppano-Aosta | 3-6           | 27 feb.       |
| 14 nov. | 2-4    | Milano-Imola         | 2-2           | 27 feb.       |
| 14 nov. | 3-2    | Nursia-Dosson        | 3-6           | 27 feb.       |
| 14 nov. | 4-1    | PesaroFano-Arzignano | 2-7           | 27 feb.       |
| 14 nov. | 2-4    | Thiene-Cagliari      | 2-5           | 27 feb.       |

| andata  | andata | 8ª giornata             | ritorno (19ª) | ritorno (19ª) |
|         |        |                         |               |               |
| 21 nov. | 4-3    | Arzignano-Nursia        | 2-4           | 5 mar.        |
| 21 nov. | 2-2    | Cagliari-CarrèChiuppano | 4-2           | 5 mar.        |
| 21 nov. | 0-4    | Carmagnola-Thiene       | 2-3           | 5 mar.        |
| 21 nov. | 2-3    | Dosson-Milano           | 3-2           | 5 mar.        |
| 21 nov. | 2-1    | Prato-PesaroFano        | 1-5           | 5 mar.        |
| 21 nov. | 8-1    | Imola-Aosta             | 6-2           | 16 mar.       |

| andata  | andata | 9ª giornata          | ritorno (20ª) | ritorno (20ª) |
|         |        |                      |               |               |
| 28 nov. | 3-7    | Aosta-Arzignano      | 4-6           | 19 mar.       |
| 28 nov. | 2-4    | CarrèChiuppano-Imola | 2-8           | 19 mar.       |
| 28 nov. | 4-2    | Milano-Prato         | 4-3           | 19 mar.       |
| 28 nov. | 1-1    | Nursia-Carmagnola    | 4-4           | 19 mar.       |
| 28 nov. | 7-3    | PesaroFano-Cagliari  | 5-2           | 19 mar.       |
| 28 nov. | 4-5    | Thiene-Dosson        | 2-6           | 19 mar.       |

| andata | andata | 10ª giornata          | ritorno (21ª) | ritorno (21ª) |
|        |        |                       |               |               |
| 5 dic. | 3-1    | Carmagnola-PesaroFano | 4-10          | 25 mar.       |
| 5 dic. | 7-2    | Dosson-CarrèChiuppano | 6-3           | 26 mar.       |
| 5 dic. | 6-5    | Imola-Nursia          | 5-3           | 26 mar.       |
| 5 dic. | 7-1    | Prato-Aosta           | 6-3           | 26 mar.       |
| 5 dic. | 3-9    | Thiene-Milano         | 4-1           | 26 mar.       |
| 6 dic. | 4-3    | Cagliari-Arzignano    | 4-10          | 26 mar.       |

| andata  | andata | 9ª giornata          | ritorno (20ª) | ritorno (20ª) |
|         |        |                      |               |               |
| 28 nov. | 3-7    | Aosta-Arzignano      | 4-6           | 19 mar.       |
| 28 nov. | 2-4    | CarrèChiuppano-Imola | 2-8           | 19 mar.       |
| 28 nov. | 4-2    | Milano-Prato         | 4-3           | 19 mar.       |
| 28 nov. | 1-1    | Nursia-Carmagnola    | 4-4           | 19 mar.       |
| 28 nov. | 7-3    | PesaroFano-Cagliari  | 5-2           | 19 mar.       |
| 28 nov. | 4-5    | Thiene-Dosson        | 2-6           | 19 mar.       |

| andata | andata | 10ª giornata          | ritorno (21ª) | ritorno (21ª) |
|        |        |                       |               |               |
| 5 dic. | 3-1    | Carmagnola-PesaroFano | 4-10          | 25 mar.       |
| 5 dic. | 7-2    | Dosson-CarrèChiuppano | 6-3           | 26 mar.       |
| 5 dic. | 6-5    | Imola-Nursia          | 5-3           | 26 mar.       |
| 5 dic. | 7-1    | Prato-Aosta           | 6-3           | 26 mar.       |
| 5 dic. | 3-9    | Thiene-Milano         | 4-1           | 26 mar.       |
| 6 dic. | 4-3    | Cagliari-Arzignano    | 4-10          | 26 mar.       |

| \| andata \| andata \| 11ª giornata \| ritorno (22ª) \| ritorno (22ª) \| \| \| \| \| \| \| \| 19 dic. \| 6-5 \| Aosta-Cagliari \| 2-7 \| 2 apr. \| \| 19 dic. \| 3-3 \| Arzignano-Imola \| 2-3 \| 2 apr. \| \| 19 dic. \| 4-5 \| CarrèChiuppano-Prato \| 1-7 \| 2 apr. \| \| 19 dic. \| 11-4 \| Milano-Carmagnola \| 4-1 \| 2 apr. \| \| 19 dic. \| 1-1 \| Nursia-Thiene \| 6-6 \| 2 apr. \| \| 19 dic. \| 2-4 \| PesaroFano-Dosson \| 1-5 \| 2 apr. \| |        |                      |               |               |
| andata | andata | 11ª giornata         | ritorno (22ª) | ritorno (22ª) |
| |        |                      |               |               |
| 19 dic. | 6-5    | Aosta-Cagliari       | 2-7           | 2 apr.        |
| 19 dic. | 3-3    | Arzignano-Imola      | 2-3           | 2 apr.        |
| 19 dic. | 4-5    | CarrèChiuppano-Prato | 1-7           | 2 apr.        |
| 19 dic. | 11-4   | Milano-Carmagnola    | 4-1           | 2 apr.        |
| 19 dic. | 1-1    | Nursia-Thiene        | 6-6           | 2 apr.        |
| 19 dic. | 2-4    | PesaroFano-Dosson    | 1-5           | 2 apr.        |

| andata  | andata | 11ª giornata         | ritorno (22ª) | ritorno (22ª) |
|         |        |                      |               |               |
| 19 dic. | 6-5    | Aosta-Cagliari       | 2-7           | 2 apr.        |
| 19 dic. | 3-3    | Arzignano-Imola      | 2-3           | 2 apr.        |
| 19 dic. | 4-5    | CarrèChiuppano-Prato | 1-7           | 2 apr.        |
| 19 dic. | 11-4   | Milano-Carmagnola    | 4-1           | 2 apr.        |
| 19 dic. | 1-1    | Nursia-Thiene        | 6-6           | 2 apr.        |
| 19 dic. | 2-4    | PesaroFano-Dosson    | 1-5           | 2 apr.        |

## Girone B

### Classifica[17]
|  | Pos. | Squadra          | Pt | G  | V  | N | P  | GF  | GS  | DR  |
|  | ---- | ---------------- | -- | -- | -- | - | -- | --- | --- | --- |
|  | 1.   | Isola            | 46 | 22 | 14 | 4 | 4  | 99  | 71  | +28 |
|  | 2.   | Bisceglie        | 45 | 22 | 14 | 3 | 5  | 88  | 64  | +24 |
|  | 3.   | Augusta          | 43 | 22 | 14 | 3 | 5  | 100 | 69  | +31 |
|  | 4.   | Policoro         | 41 | 22 | 12 | 5 | 5  | 93  | 59  | +34 |
|  | 5.   | Cisternino       | 41 | 22 | 13 | 2 | 7  | 93  | 67  | +26 |
|  | 6.   | Olimpus Roma     | 39 | 22 | 12 | 3 | 7  | 105 | 71  | +34 |
|  | 7.   | Partenope        | 32 | 22 | 10 | 2 | 10 | 90  | 87  | +3  |
|  | 8.   | Real Team Matera | 31 | 22 | 10 | 1 | 11 | 87  | 73  | +14 |
|  | 9.   | Salinis          | 25 | 22 | 8  | 1 | 13 | 92  | 109 | -17 |
|  | 10.  | Sammichele       | 16 | 22 | 4  | 4 | 14 | 79  | 107 | -28 |
|  | 11.  | Catanzaro SG     | 10 | 22 | 3  | 1 | 18 | 55  | 126 | -71 |
|  | 12.  | Catania Librino  | 10 | 22 | 3  | 1 | 18 | 44  | 122 | -78 |

### Verdetti
- Futsal Isola promossa in Serie A 2016-17.
- Catania e, dopo i play-out, Catanzaro retrocessi in Serie B 2016-17 ma successivamente ripescati. Partenope non iscritta al campionato di Serie A2 2016-17.

### Statistiche
- Maggior numero di vittorie: 3 squadre (14)
- Minor numero di vittorie: Catania, Catanzaro (3)
- Maggior numero di pareggi: Policoro (5)
- Minor numero di pareggi: 4 squadre (1)
- Maggior numero di sconfitte: Catania, Catanzaro (18)
- Minor numero di sconfitte: Isola (4)
- Miglior attacco: Olimpus (105)
- Peggior attacco: Catania (44)
- Miglior difesa: Policoro (59)
- Peggior difesa: Catanzaro (126)
- Miglior differenza reti: Olimpus, Policoro (+34)
- Peggior differenza reti: Catania (-78)
- Miglior serie positiva: Isola (13)
- Maggior numero di vittorie consecutive: Isola (10)
- Maggior numero di sconfitte consecutive: Catania (13)
- Partita con maggiore scarto di gol: Catanzaro-Policoro 1-13 (12)
- Partita con più reti: 4 partite (14)
- Maggior numero di reti in una giornata: 1ª, 11ª, 22ª (55)
- Minor numero di reti in una giornata: 17ª (34)

### Classifica marcatori
| Gol |  |  | Giocatore             | Squadra                        |
| --- |  |  | --------------------- | ------------------------------ |
| 32  |  |  | Marcelinho            | Isola                          |
| 29  |  |  | Conrado Sampaio       | Thiene Zanè (12) Policoro (17) |
| 28  |  |  | Cainan De Matos       | Cisternino                     |
| 26  |  |  | David Sánchez         | Bisceglie                      |
| 24  |  |  | Gustavo Bavaresco     | Real Team Matera               |
| 23  |  |  | Diogo Teixeira        | Augusta                        |
| 22  |  |  | Luiz Henrique Borsato | Olimpus Roma                   |
| 22  |  |  | Rubén Montes          | Salinis                        |
| 21  |  |  | Attilio Arillo        | Partenope                      |
| 21  |  |  | Joan González         | Sammichele                     |
| 19  |  |  | Marcelinho            | Salinis                        |
| 19  |  |  | Edgar Schurtz         | Partenope                      |
| 18  |  |  | Osni Garcia           | Olimpus Roma                   |
| 18  |  |  | Amílcar Gomes         | Salinis                        |
| 18  |  |  | Márcio Zancanaro      | Policoro                       |

### Calendario e risultati
| andata | andata | 1ª giornata        | ritorno (12ª) | ritorno (12ª) |
|        |        |                    |               |               |
| 3 ott. | 5-7    | Catania-Partenope  | 0-7           | 9 gen.        |
| 3 ott. | 2-4    | Cisternino-Olimpus | 3-3           | 9 gen.        |
| 3 ott. | 7-6    | Isola-Augusta      | 4-0           | 9 gen.        |
| 3 ott. | 4-4    | Policoro-Catanzaro | 13-1          | 9 gen.        |
| 3 ott. | 3-5    | Salinis-Bisceglie  | 3-7           | 9 gen.        |
| 3 ott. | 0-6    | Sammichele-Matera  | 0-7           | 9 gen.        |

| andata  | andata | 2ª giornata          | ritorno(13ª) | ritorno(13ª) |
|         |        |                      |              |              |
| 10 ott. | 6-0    | Augusta-Cisternino   | 0-6          | 16 gen.      |
| 10 ott. | 4-3    | Bisceglie-Policoro   | 1-8          | 16 gen.      |
| 10 ott. | 1-4    | Catanzaro-Isola      | 3-9          | 16 gen.      |
| 10 ott. | 8-1    | Matera-Salinis       | 8-1          | 16 gen.      |
| 10 ott. | 10-4   | Olimpus-Catania      | 7-0          | 16 gen.      |
| 10 ott. | 6-0    | Partenope-Sammichele | 3-3          | 16 gen.      |

| andata | andata | 1ª giornata        | ritorno (12ª) | ritorno (12ª) |
|        |        |                    |               |               |
| 3 ott. | 5-7    | Catania-Partenope  | 0-7           | 9 gen.        |
| 3 ott. | 2-4    | Cisternino-Olimpus | 3-3           | 9 gen.        |
| 3 ott. | 7-6    | Isola-Augusta      | 4-0           | 9 gen.        |
| 3 ott. | 4-4    | Policoro-Catanzaro | 13-1          | 9 gen.        |
| 3 ott. | 3-5    | Salinis-Bisceglie  | 3-7           | 9 gen.        |
| 3 ott. | 0-6    | Sammichele-Matera  | 0-7           | 9 gen.        |

| andata  | andata | 2ª giornata          | ritorno(13ª) | ritorno(13ª) |
|         |        |                      |              |              |
| 10 ott. | 6-0    | Augusta-Cisternino   | 0-6          | 16 gen.      |
| 10 ott. | 4-3    | Bisceglie-Policoro   | 1-8          | 16 gen.      |
| 10 ott. | 1-4    | Catanzaro-Isola      | 3-9          | 16 gen.      |
| 10 ott. | 8-1    | Matera-Salinis       | 8-1          | 16 gen.      |
| 10 ott. | 10-4   | Olimpus-Catania      | 7-0          | 16 gen.      |
| 10 ott. | 6-0    | Partenope-Sammichele | 3-3          | 16 gen.      |

| andata  | andata | 3ª giornata          | ritorno (14ª) | ritorno (14ª) |
|         |        |                      |               |               |
| 17 ott. | 4-3    | Bisceglie-Catanzaro  | 8-4           | 23 gen.       |
| 17 ott. | 2-8    | Catania-Matera       | 0-5           | 23 gen.       |
| 17 ott. | 4-3    | Cisternino-Partenope | 3-8           | 23 gen.       |
| 17 ott. | 4-2    | Isola-Olimpus        | 2-1           | 23 gen.       |
| 17 ott. | 5-3    | Policoro-Augusta     | 2-2           | 23 gen.       |
| 17 ott. | 6-4    | Sammichele-Salinis   | 10-4          | 23 gen.       |

| andata  | andata | 4ª giornata        | ritorno (15ª) | ritorno (15ª) |
|         |        |                    |               |               |
| 24 ott. | 6-0    | Augusta-Bisceglie  | 2-2           | 30 gen.       |
| 24 ott. | 5-3    | Matera-Isola       | 2-2           | 30 gen.       |
| 24 ott. | 4-1    | Olimpus-Catanzaro  | 9-1           | 30 gen.       |
| 24 ott. | 3-3    | Partenope-Policoro | 4-7           | 30 gen.       |
| 24 ott. | 0-8    | Salinis-Cisternino | 5-4           | 30 gen.       |
| 24 ott. | 6-7    | Sammichele-Catania | 7-0           | 30 gen.       |

| andata  | andata | 3ª giornata          | ritorno (14ª) | ritorno (14ª) |
|         |        |                      |               |               |
| 17 ott. | 4-3    | Bisceglie-Catanzaro  | 8-4           | 23 gen.       |
| 17 ott. | 2-8    | Catania-Matera       | 0-5           | 23 gen.       |
| 17 ott. | 4-3    | Cisternino-Partenope | 3-8           | 23 gen.       |
| 17 ott. | 4-2    | Isola-Olimpus        | 2-1           | 23 gen.       |
| 17 ott. | 5-3    | Policoro-Augusta     | 2-2           | 23 gen.       |
| 17 ott. | 6-4    | Sammichele-Salinis   | 10-4          | 23 gen.       |

| andata  | andata | 4ª giornata        | ritorno (15ª) | ritorno (15ª) |
|         |        |                    |               |               |
| 24 ott. | 6-0    | Augusta-Bisceglie  | 2-2           | 30 gen.       |
| 24 ott. | 5-3    | Matera-Isola       | 2-2           | 30 gen.       |
| 24 ott. | 4-1    | Olimpus-Catanzaro  | 9-1           | 30 gen.       |
| 24 ott. | 3-3    | Partenope-Policoro | 4-7           | 30 gen.       |
| 24 ott. | 0-8    | Salinis-Cisternino | 5-4           | 30 gen.       |
| 24 ott. | 6-7    | Sammichele-Catania | 7-0           | 30 gen.       |

| andata  | andata | 5ª giornata          | ritorno (16ª) | ritorno (16ª) |
|         |        |                      |               |               |
| 31 ott. | 7-3    | Bisceglie-Sammichele | 4-4           | 6 feb.        |
| 31 ott. | 1-6    | Catania-Salinis      | 1-9           | 6 feb.        |
| 31 ott. | 7-4    | Cisternino-Matera    | 5-2           | 6 feb.        |
| 31 ott. | 5-1    | Isola-Partenope      | 6-5           | 6 feb.        |
| 31 ott. | 2-2    | Policoro-Olimpus     | 3-6           | 6 feb.        |
| 8 dic.  | 2-3    | Catanzaro-Augusta    | 2-7           | 6 feb.        |

| andata | andata | 6ª giornata        | ritorno (17ª) | ritorno (17ª) |
|        |        |                    |               |               |
| 7 nov. | 1-4    | Catania-Cisternino | 3-5           | 20 feb.       |
| 7 nov. | 2-1    | Matera-Catanzaro   | 4-2           | 20 feb.       |
| 7 nov. | 2-4    | Olimpus-Bisceglie  | 2-2           | 20 feb.       |
| 7 nov. | 3-7    | Partenope-Augusta  | 0-1           | 20 feb.       |
| 7 nov. | 5-0    | Salinis-Policoro   | 0-5           | 20 feb.       |
| 7 nov. | 2-5    | Sammichele-Isola   | 5-5           | 20 feb.       |

| andata  | andata | 5ª giornata          | ritorno (16ª) | ritorno (16ª) |
|         |        |                      |               |               |
| 31 ott. | 7-3    | Bisceglie-Sammichele | 4-4           | 6 feb.        |
| 31 ott. | 1-6    | Catania-Salinis      | 1-9           | 6 feb.        |
| 31 ott. | 7-4    | Cisternino-Matera    | 5-2           | 6 feb.        |
| 31 ott. | 5-1    | Isola-Partenope      | 6-5           | 6 feb.        |
| 31 ott. | 2-2    | Policoro-Olimpus     | 3-6           | 6 feb.        |
| 8 dic.  | 2-3    | Catanzaro-Augusta    | 2-7           | 6 feb.        |

| andata | andata | 6ª giornata        | ritorno (17ª) | ritorno (17ª) |
|        |        |                    |               |               |
| 7 nov. | 1-4    | Catania-Cisternino | 3-5           | 20 feb.       |
| 7 nov. | 2-1    | Matera-Catanzaro   | 4-2           | 20 feb.       |
| 7 nov. | 2-4    | Olimpus-Bisceglie  | 2-2           | 20 feb.       |
| 7 nov. | 3-7    | Partenope-Augusta  | 0-1           | 20 feb.       |
| 7 nov. | 5-0    | Salinis-Policoro   | 0-5           | 20 feb.       |
| 7 nov. | 2-5    | Sammichele-Isola   | 5-5           | 20 feb.       |

| andata  | andata | 7ª giornata           | ritorno (18ª) | ritorno (18ª) |
|         |        |                       |               |               |
| 12 nov. | 6-2    | Policoro-Matera       | 3-1           | 27 feb.       |
| 14 nov. | 6-5    | Augusta-Olimpus       | 3-6           | 27 feb.       |
| 14 nov. | 5-0    | Bisceglie-Catania     | 1-2           | 27 feb.       |
| 14 nov. | 3-5    | Catanzaro-Partenope   | 3-5           | 27 feb.       |
| 14 nov. | 7-2    | Cisternino-Sammichele | 4-3           | 27 feb.       |
| 14 nov. | 6-2    | Isola-Salinis         | 6-9           | 27 feb.       |

| andata  | andata | 8ª giornata          | ritorno (19ª) | ritorno (19ª) |
|         |        |                      |               |               |
| 21 nov. | 3-4    | Catania-Policoro     | 0-2           | 5 mar.        |
| 21 nov. | 1-3    | Cisternino-Isola     | 3-3           | 5 mar.        |
| 21 nov. | 3-6    | Matera-Olimpus       | 4-2           | 5 mar.        |
| 21 nov. | 1-5    | Partenope-Bisceglie  | 2-7           | 5 mar.        |
| 21 nov. | 2-7    | Salinis-Augusta      | 3-3           | 5 mar.        |
| 21 nov. | 2-3    | Sammichele-Catanzaro | 8-2           | 5 mar.        |

| andata  | andata | 7ª giornata           | ritorno (18ª) | ritorno (18ª) |
|         |        |                       |               |               |
| 12 nov. | 6-2    | Policoro-Matera       | 3-1           | 27 feb.       |
| 14 nov. | 6-5    | Augusta-Olimpus       | 3-6           | 27 feb.       |
| 14 nov. | 5-0    | Bisceglie-Catania     | 1-2           | 27 feb.       |
| 14 nov. | 3-5    | Catanzaro-Partenope   | 3-5           | 27 feb.       |
| 14 nov. | 7-2    | Cisternino-Sammichele | 4-3           | 27 feb.       |
| 14 nov. | 6-2    | Isola-Salinis         | 6-9           | 27 feb.       |

| andata  | andata | 8ª giornata          | ritorno (19ª) | ritorno (19ª) |
|         |        |                      |               |               |
| 21 nov. | 3-4    | Catania-Policoro     | 0-2           | 5 mar.        |
| 21 nov. | 1-3    | Cisternino-Isola     | 3-3           | 5 mar.        |
| 21 nov. | 3-6    | Matera-Olimpus       | 4-2           | 5 mar.        |
| 21 nov. | 1-5    | Partenope-Bisceglie  | 2-7           | 5 mar.        |
| 21 nov. | 2-7    | Salinis-Augusta      | 3-3           | 5 mar.        |
| 21 nov. | 2-3    | Sammichele-Catanzaro | 8-2           | 5 mar.        |

| andata  | andata | 9ª giornata          | ritorno (20ª) | ritorno (20ª) |
|         |        |                      |               |               |
| 28 nov. | 5-3    | Augusta-Matera       | 9-6           | 19 mar.       |
| 28 nov. | 3-1    | Bisceglie-Cisternino | 0-4           | 19 mar.       |
| 28 nov. | 3-2    | Catanzaro-Salinis    | 0-9           | 19 mar.       |
| 28 nov. | 5-2    | Isola-Catania        | 4-4           | 19 mar.       |
| 28 nov. | 7-5    | Olimpus-Partenope    | 2-6           | 19 mar.       |
| 28 nov. | 2-2    | Policoro-Sammichele  | 5-4           | 19 mar.       |

| andata | andata | 10ª giornata         | ritorno (21ª) | ritorno (21ª) |
|        |        |                      |               |               |
| 5 dic. | 1-4    | Catania-Augusta      | 1-6           | 26 mar.       |
| 5 dic. | 9-2    | Cisternino-Catanzaro | 8-4           | 26 mar.       |
| 5 dic. | 6-5    | Isola-Policoro       | 1-3           | 26 mar.       |
| 5 dic. | 0-6    | Matera-Bisceglie     | 2-4           | 26 mar.       |
| 5 dic. | 5-6    | Salinis-Partenope    | 6-2           | 26 mar.       |
| 5 dic. | 0-4    | Sammichele-Olimpus   | 3-8           | 26 mar.       |

| andata  | andata | 9ª giornata          | ritorno (20ª) | ritorno (20ª) |
|         |        |                      |               |               |
| 28 nov. | 5-3    | Augusta-Matera       | 9-6           | 19 mar.       |
| 28 nov. | 3-1    | Bisceglie-Cisternino | 0-4           | 19 mar.       |
| 28 nov. | 3-2    | Catanzaro-Salinis    | 0-9           | 19 mar.       |
| 28 nov. | 5-2    | Isola-Catania        | 4-4           | 19 mar.       |
| 28 nov. | 7-5    | Olimpus-Partenope    | 2-6           | 19 mar.       |
| 28 nov. | 2-2    | Policoro-Sammichele  | 5-4           | 19 mar.       |

| andata | andata | 10ª giornata         | ritorno (21ª) | ritorno (21ª) |
|        |        |                      |               |               |
| 5 dic. | 1-4    | Catania-Augusta      | 1-6           | 26 mar.       |
| 5 dic. | 9-2    | Cisternino-Catanzaro | 8-4           | 26 mar.       |
| 5 dic. | 6-5    | Isola-Policoro       | 1-3           | 26 mar.       |
| 5 dic. | 0-6    | Matera-Bisceglie     | 2-4           | 26 mar.       |
| 5 dic. | 5-6    | Salinis-Partenope    | 6-2           | 26 mar.       |
| 5 dic. | 0-4    | Sammichele-Olimpus   | 3-8           | 26 mar.       |

| \| andata \| andata \| 11ª giornata \| ritorno (22ª) \| ritorno (22ª) \| \| \| \| \| \| \| \| 19 dic. \| 5-4 \| Augusta-Sammichele \| 9-5 \| 2 apr. \| \| 19 dic. \| 5-6 \| Bisceglie-Isola \| 4-3 \| 2 apr. \| \| 19 dic. \| 6-2 \| Catanzaro-Catania \| 4-5 \| 2 apr. \| \| 19 dic. \| 8-4 \| Olimpus-Salinis \| 5-9 \| 2 apr. \| \| 19 dic. \| 4-2 \| Partenope-Matera \| 4-3 \| 2 apr. \| \| 19 dic. \| 7-2 \| Policoro-Cisternino \| 1-3 \| 2 apr. \| |        |                     |               |               |
| andata | andata | 11ª giornata        | ritorno (22ª) | ritorno (22ª) |
| |        |                     |               |               |
| 19 dic. | 5-4    | Augusta-Sammichele  | 9-5           | 2 apr.        |
| 19 dic. | 5-6    | Bisceglie-Isola     | 4-3           | 2 apr.        |
| 19 dic. | 6-2    | Catanzaro-Catania   | 4-5           | 2 apr.        |
| 19 dic. | 8-4    | Olimpus-Salinis     | 5-9           | 2 apr.        |
| 19 dic. | 4-2    | Partenope-Matera    | 4-3           | 2 apr.        |
| 19 dic. | 7-2    | Policoro-Cisternino | 1-3           | 2 apr.        |

| andata  | andata | 11ª giornata        | ritorno (22ª) | ritorno (22ª) |
|         |        |                     |               |               |
| 19 dic. | 5-4    | Augusta-Sammichele  | 9-5           | 2 apr.        |
| 19 dic. | 5-6    | Bisceglie-Isola     | 4-3           | 2 apr.        |
| 19 dic. | 6-2    | Catanzaro-Catania   | 4-5           | 2 apr.        |
| 19 dic. | 8-4    | Olimpus-Salinis     | 5-9           | 2 apr.        |
| 19 dic. | 4-2    | Partenope-Matera    | 4-3           | 2 apr.        |
| 19 dic. | 7-2    | Policoro-Cisternino | 1-3           | 2 apr.        |

## Play-off

### Formula
I quarti di finale sono disputati con gare di sola andata in casa della squadra meglio classificata nella stagione regolare; nei turni successivi gli incontri sono disputati con gare di andata e ritorno. L'incontro di ritorno è effettuato in casa della squadra meglio classificata nella stagione regolare. Al termine degli incontri sono dichiarate vincenti le squadre che nelle due partite (di andata e di ritorno) avranno ottenuto il maggior punteggio ovvero a parità di punteggio le squadre che avranno realizzato il maggior numero di reti. Nel caso di parità gli arbitri della gara di ritorno faranno disputare due tempi supplementari di 5 minuti ciascuno. Qualora anche al termine di questi le squadre siano in parità, nei quarti di finale e in semifinale è considerata vincente la squadra in migliore posizione di classifica al termine della stagione regolare, mentre in finale si proseguirà con l'effettuazione dei tiri di rigore. La squadra che disputerà in casa la gara di andata della finale è determinata tramite sorteggio.

### Tabellone
|  | Quarti di finale | Quarti di finale | Quarti di finale | Quarti di finale |  |  | Semifinali  | Semifinali  | Semifinali | Semifinali |   |   | Finale  | Finale  | Finale | Finale |  |
|  |                  |                  |                  |                  |  |  |             |             |            |            |   |   |         |         |        |        |  |
|  | 3B               | Augusta          | Augusta          | 4                |  |  |             |             |            |            |   |   |         |         |        |        |  |
|  | 4B               | Policoro         | Policoro         | 3                |  |  | Augusta     | Augusta     | 5          | 4          |   |   |         |         |        |        |  |
|  | 2B               | Bisceglie (dts)  | Bisceglie (dts)  | 4                |  |  | Bisceglie   | Bisceglie   | 4          | 4          |   |   |         |         |        |        |  |
|  | 5B               | Cisternino       | Cisternino       | 4                |  |  |             |             |            |            |   |   | Augusta | Augusta | 4      | 2      |  |
|  | 3A               | Milano           | Milano           | 6                |  |  |             |             | Imola      | Imola      | 5 | 3 |         |         |        |        |  |
|  | 4A               | Prato            | Prato            | 3                |  |  | Milano      | Milano      | 3          | 3          |   |   |         |         |        |        |  |
|  | 2A               | Imola            | Imola            | 4                |  |  | Imola (dts) | Imola (dts) | 3          | 3          |   |   |         |         |        |        |  |
|  | 5A               | PesaroFano       | PesaroFano       | 3                |  |  |             |             |            |            |   |   |         |         |        |        |  |

### Risultati

#### Quarti di finale
| Arbitri: | Vincenzo Giannantonio (Campobasso) Filippo Vidotto (San Donà) |
| Crono:   | Giovanni Zannola (Ostia Lido)                                 |

|                                                        |           |                                               |
| Castagna 4'40'’, 30'26'’ Borges 33'43'’ Revert 37'03'’ | Marcatori | 19'25'’ Pedaleira 21'35'’, 25'45'’ Tonidandel |

| Arbitri: | Carmelo Loddo (Reggio Calabria) Alessandro Merenda (Reggio Calabria) |
| Crono:   | Stefano Mezzadri (Parma)                                             |

|                                                                                                |           |                                                |
| Monti 16'50'’ Silveira 17'15'’ Menini 23'22'’ L. Peverini 24'55'’ Peruzzi 27'15'’ Esposito 35’ | Marcatori | 24'27'’ Fusari 34'26'’, 36'26'’ (t.l.) Vizonan |

| Arbitri: | Vincenzo Sgueglia (Civitavecchia) Michele Caprioli (Venosa) |
| Crono:   | Luca Michele De Candia (Molfetta)                           |

|                                                          |           |                                                                    |
| Sánchez 12'38'’, 23'14'’ Ortiz 22'59'’ Mazzariol 36'07'’ | Marcatori | 8’ De Cillis 9'51'’ Bruno 14'15'’ (aut.) Montelli 14'45'’ De Matos |

| Arbitri: | Gianluca Greco (Cosenza) Fabrizio Schirripa (Reggio Calabria) |
| Crono:   | Pasquale Caruso (Messina)                                     |

|                                                                |           |                                                 |
| D. Teixeira 19'05'’ Richichi 20'10'’ Jorginho 36'07'’, 38'39'’ | Marcatori | 34'12'’ Scharnovski 37'55'’, 38'45'’ Calderolli |

#### Semifinali

##### Andata
| Arbitri: | Biagio Carbone (Mestre) Vincenzo Tafuro (Brindisi) |
| Crono:   | Francesco Paolo Spinazzola (Barletta)              |

|                                       |           |                                               |
| Peruzzi 23'51'’ Alan 32'41'’, 34'40'’ | Marcatori | 6'12'’ A. López 9'44'’ Borges 32'09'’ Vignoli |

| Arbitri: | Giovanni Colombi (Tivoli) Andrea Campi (Ciampino) |
| Crono:   | Giuseppe Di Gregorio (Enna)                       |

|                                                                        |           |                                                                 |
| Creaco 2'12'’ Fortuna 9'35'’ Jorginho 11'59'’, 23'36'’ D. Teixeira 22’ | Marcatori | 17'38'’, 26'54'’ Di Benedetto 25'59'’ Sánchez 28'40'’ Mazzariol |

##### Ritorno
| Arbitri: | Marco Messina (Vasto) Luca Bizzotto (Castelfranco Veneto) |
| Crono:   | Stefano Parrella (Cesena)                                 |

|                                                        |           |                                                 |
| A. López 7'24'’ Castagna 30'36'’ Revert 45'40'’ (rig.) | Marcatori | 12'32'’ (aut.) Borges 37'23'’, 42'04'’ Silveira |

| Arbitri: | Daniele Fratangeli (Frosinone) Enrico Pagano (Torre Annunziata) |
| Crono:   | Luca Vincenzo Caracozzi (Foggia)                                |

|                                                                   |           |                                                                     |
| Sánchez 19'41'’ Losito 23'32'’ Ortiz 28'01'’ (rig.) Edson 35'48'’ | Marcatori | 3'14'’ Creaco 27'38'’ Jorginho 34'39'’ Richichi 35'25'’ D. Teixeira |

#### Finale

##### Andata
| Arbitri: | Luigi Alessi (Taurianova) Giovanni Beneduce (Nola) |
| Crono:   | Vincenzo Brischetto (Acireale)                     |

|                                                              |           |                                                                |
| Jorginho 15'30'’, 17'57'’ D. Teixeira 31'12'’ Creaco 33'22'’ | Marcatori | 4'46'’, 7'58'’ Borges 29'35'’, 35'31'’ Castagna 31'32'’ Revert |

##### Ritorno
| Arbitri: | Francesco Nitti (Barletta) Lorenzo Di Guilmi (Vasto) |
| Crono:   | Fabiano Maragno (Bologna)                            |

|                                                  |           |                        |
| Revert 12'43'’ Castagna 15'59'’ A. López 38'20'’ | Marcatori | 1'29'’, 20'52'’ Creaco |

## Play-out

### Formula
In entrambi i gironi, le società classificatesi alla decima e undicesima posizione si affrontano con gare di andata e ritorno. L'incontro di ritorno sarà effettuato in casa della squadra meglio classificata nella stagione regolare. Al termine degli incontri saranno dichiarate vincenti le squadre che nelle due partite avranno ottenuto il maggior punteggio ovvero a parità di punteggio le squadre che avranno realizzato il maggior numero di reti. Nel caso di parità gli arbitri della gara di ritorno faranno disputare due tempi supplementari di 5 minuti ciascuno. Qualora anche al termine di questi le squadre fossero in parità sarà considerata vincente la squadra in migliore posizione di classifica al termine della stagione regolare.

#### Andata
| Arbitri: | Rocco Morabito (Vercelli) Chiara Perona (Biella) |
| Crono:   | Ettore Quarti (Imperia)                          |

|                                               |           |                                                                 |
| J. López 28'49'’ Rosa 33'55'’ De Lima 37'08'’ | Marcatori | 9'43'’ Egea 21'08'’ Gomes 25'08'’ Giuliano 31'48'’ E. Silvestri |

| Arbitri: | Fabio Pagliarulo (Napoli) Nicola Raimondi (Battipaglia) |
| Crono:   | Manuel Candeliere (Catanzaro)                           |

|                         |           |                         |
| Donoso 19'02'’, 19'39'’ | Marcatori | 10'26'’, 24'16'’ Grasso |

#### Ritorno
| Arbitri: | Fabrizio Burattoni (Lugo di Romagna) Nicola Zanna (Ferrara) |
| Crono:   | Simone Ballario (Torino)                                    |

|                                |           |                                                                                             |
| Egea 10'40'’ Barcellos 44'40'’ | Marcatori | 38'49'’, 42'04'’ (t.l.) Rosa 39'51'’ De Lima 44'17'’ Birochi 47'04'’ Lucianaz 49'53'’ Calli |

| Arbitri: | Antonio Gallo (Torre Annunziata) Salvatore Minichini (Ercolano) |
| Crono:   | Luigi Fiorentino (Molfetta)                                     |

| |           |                                |
| Zerbini 12'04'’, 16'43'’ J. González 18'55'’, 27'28'’ Ruizinho 19'53'’, 33'02'’ Grasso 24'21'’, 34'42'’ | Marcatori | 6'21'’ Frustace 36'43'’ Donoso |